# Rudolf Molè
Rudolf Molè, slovenski slavist in prevajalec, * 1883, † 1969.
Molè je od leta 1908 učil na Mestnem dekliškem liceju v Ljubljani. Bil je tudi predsednik Društva prijateljev Poljske.
23. aprila 1920 je postal ustanovni član in član vodstva novoustanovljene Ljubljanske nogometne podzveze.